# تلبانة (الشرقية)
قرية تلبانة هي إحدى القرى التابعة لمركز منيا القمح في محافظة الشرقية في جمهورية مصر العربية. حسب إحصاءات سنة 2006، بلغ إجمالي السكان في تلبانة 10529 نسمة، منهم 5467 رجل و5062 امرأة. ومن أعلامها اللواء منير شاش محافظ شمال سيناء الأسبق.

## التعليم
تصل نسبة الأمية في القرية إلى 55.4% بين من تجاوزوا العاشرة من عمرهم، بينما تصل نسبة من حصلوا على تعليم جامعي إلى 1.84% من جملة السكان. وتضم القرية مدرسة تلبانة لرياض الأطفال ومدرسة تلبانة الابتدائية ومدرسة تلبانة الإعدادية المشتركة.

## التاريخ
قرية تلبانة من القرى القديمة، حيث وردت باسم «تلبانة زيري» في أعمال الشرقية ضمن قرى الروك الصلاحي التي أحصاها ابن مماتي في كتاب قوانين الدواوين، كما وردت باسم «تلبانة زيري» في أعمال الشرقية ضمن قرى الروك الناصري التي أحصاها ابن الجيعان في كتاب «التحفة السنية بأسماء البلاد المصرية». وفي العصر العثماني وردت في التربيع العثماني الذي أجراه الوالي العثماني سليمان باشا الخادم في عصر السلطان العثماني سليمان القانوني ضمن قرى ولاية الشرقية، وفي تاريخ 1228هـ/1813م الذي عدّ قرى مصر بعد المسح الذي قام به محمد علي باشا باسم «تلبانة» ضمن قرى مديرية الشرقية.